# جويس كي. رينولدز
جويس كي. رينولدز (بالإنجليزية: Joyce K. Reynolds)‏ (و. القرن 20 – 2015 م) هي عَالِمَة حاسوب، ومهندسة أمريكية.

## التعليم
تعلمت في جامعة كاليفورنيا الجنوبية.

## جوائز
حصلت على جوائز منها:
- Jonathan B. Postel Service Award [الإنجليزية]‏ (2006).[1]